# RP-218
RP-218 (również Obiekt 218, Projekt 218) – niezrealizowany projekt prototypowego samolotu (rakietoplanu) z napędem rakietowym, zaprojektowany w 1935 roku przez radzieckiego konstruktora  Siergieja Korolowa w Naukowo-Badawczym Instytucie Napędu Odrzutowego (RNII). 

## Konstrukcja
Samolot mógł osiągać skrajne warstwy atmosfery. Dwuosobowa załoga miała znajdować się w wbudowanej hermetycznej kabinie. Sam samolot miał startować dopiero po wyniesieniu go na odpowiednią wysokość przez bombowiec. W projekcie miały znajdować się również trzy rakiety RD-1, które miały za zadanie napędzać rakietoplan. 16 czerwca 1936 zarząd RNII przedstawił projekt nowoczesnego szybowca o napędzie rakietowym o nazwie RP-318. Prace nad RP-218 ruszyły już w roku 1936, jednak projekt upadł ze względu na aresztowanie Korolowa, który następnie dostał się do gułagu.